# Честер Сити
«Че́стер Си́ти» (англ. Chester City Football Club) — английский футбольный клуб, базировавшийся в Честере (графство Чешир). Клуб был основан под названием «Честер» (англ. Chester F.C.) и выступал под этим названием до 1983 года. Профессиональным стал в 1902 году. Дебютировал в Футбольной Лиге в сезоне 1931/1932, выступал в низших дивизионах. В результате финансовых проблем, обострившихся под управлением Стивена Вона, клуб был отстранён от соревнований и ликвидирован в феврале-марте 2010 года.
25 марта 2010 было объявлено о создании клуба-преемника «Честер», владельцем которого стало объединение поклонников команды City Fans United. Свой первый сезон новый клуб начал в восьмом по рангу английском дивизионе.

## Основание клуба и ранние годы
Клуб образовался в 1885 году в результате слияния двух команд — «Честер Роверс» и «Олд Кингс Скулэрс». Несколько лет команда принимала участие только в товарищеских и кубковых матчах, а затем вошла в состав футбольной лиги северо-западной Англии и Уэльса «Комбинация». В 1902 году «Честер ФК» получил профессиональный статус. Клуб несколько раз менял домашний стадион пока окончательно не обосновался на «Силенд Роуд». Здесь команда одержала первую победу в Кубке Уэльса в сезоне 1907/1908 и стала чемпионом своей лиги через год. Ещё через год клуб перешёл в Ланкаширскую Комбинацию, где выступал до Первой Мировой Войны. Впоследствии «Честер» стал одним из основателей Чеширской лиги, победителем которой неоднократно становился в 1920-е годы. Посещаемость матчей и финансовая стабильность клуба, однако, оставляли желать лучшего, поэтому руководство клуба решило попытаться получить место в Футбольной Лиге. Попытки 1928 и 1929 годов, оказались безуспешными, после чего было принято решение приложить все возможные усилия для достижения цели. В 1930 году главным тренером был назначен Чарли Хьюитт, добившийся со своим предыдущим клубом «Коннас Куэй» хороших результатов в Кубке и Чемпионате Уэльса. Назначение нового главного тренера и игроки, которых он привел за собой, принесли немедленный успех — «Честер» занял второе место в Чеширской лиге, забив в 42 матчах 170 голов. Успехами на футбольном поле дело не ограничилось — руководство клуба совершило турне по клубам Дивизиона 1 и Дивизиона 2, для того чтобы заручиться их поддержкой. В результате, после второго тура голосования было принято решение включить «Честер» в состав Футбольной лиги, вместо клуба «Нельсон».

## От дебюта в Лиге до первого повышения
Первый матч в Футбольной лиге «Честер» провел дома против клуба «Уиган Боро». В присутствии 12 770 зрителей «Синие» (одно из прозвищ честерской команды) одержали победу 4-0, однако позже «Уиган» снялся с чемпионата, и результат игры был аннулирован. Поэтому первым матчем принято считать встречу с «Рексемом», закончившуюся вничью 1-1. В 1930-е годы «Честер» стабильно занимал место в верхней части турнирной таблицы северной группы Дивизиона 3, однако место во Дивизионе 2 получал только победитель лиги, чего добиться «Честеру» не удавалось. Клуб отметился рекордными победами, разгромив в чемпионате «Йорк Сити» 12-0, и в Кубке Англии «Фулхэм» 5-0, кроме того, «Честер» во второй раз стал обладателем Кубка Уэльса в сезоне 1932/1933, победив «Рексем» в финале со счётом 2-0.
После окончания Второй Мировой Войны «Честер» провел удачный сезон 1946/1947, заняв 3-е место в лиге и в третий раз став обладателями Кубка Уэльса, однако после этого клуб долгое время не мог похвастать успехами. Команда заканчивала сезон за сезоном в нижней части таблицы 3-го северного дивизиона и, после реформы английской системы лиг, Дивизиона 4. Перемены к лучшему произошли только в середине 1960-х годов и были связаны с неожиданным назначением играющим главным тренером команды 28-летнего южноафриканца Питера Хаузера, ставшего одним из первых тренеров-иностранцев в истории английского футбола. Под его руководством клуб вернулся в число лидеров своего дивизиона и установил клубный рекорд по числу забитых за сезон голов — 119 в лиге и 32 в кубковых соревнованиях в сезоне 1964/1965, однако в итоге «Честер» занял лишь 8-е место. Через год «Честер» вновь боролся за повышение, однако травмы обоих центральных защитников (однофамильцы Джонсы выбыли на долгое время после перелома ног в матче 1 января 1966 года против «Олдершота»), не позволили клубу достичь цели. После этого результаты команды пошли на спад и в феврале 1968 года Хаузер был уволен.

## Успехи в кубковых соревнованиях
Сезон 1974/1975 «Честер» начинал в качестве единственной команды Футбольной Лиги, никогда не добивавшейся повышения. Наконец, «Синим» удалось занять 4-е место, обойдя «Линкольн Сити» по дополнительным показателям и получить права выступать в Дивизионе 3. Ещё большего успеха команда смогла добиться в Кубке Лиги. После побед, одержанных над «Уолсоллом», «Блэкпулом» и «Престон Норт Энд» Бобби Чарльтона, «Честеру» в четвёртом раунде предстояло встретиться с действующим чемпионом Англии «Лидс Юнайтед». В присутствии 19 тысяч болельщиков на «Силэнд Роуд» «Синие» одержали, пожалуй, самую громкую победу в своей истории, разгромив будущих финалистов Кубка Чемпионов со счётом 3-0. В домашней переигровке матча 5-го раунда против «Ньюкасл Юнайтед» единственный гол склонил чашу весов в пользу «Честера». Таким образом, «синие» добрались до полуфинала Кубка Лиги, где их ожидала «Астон Вилла». После домашней встречи, закончившейся вничью 2-2, «Честер» уступил в Бирмингеме 2-3 будущим обладателям трофея.
В конце 1970-х годов «Честер» ещё дважды добирался до 5-го раунда Кубка Англии под руководством Алана Оукса, а также провел свой лучший сезон в лиге, заняв 5-е место в Дивизионе 3 в сезоне 1977/1978. Кроме того, «Честер» стал всего одним из двух клубов-обладателей Кубка Дебенхамс, одноматчевого турнира, который разыгрывали две лучшие по итогам Кубка Англии команды, выступающие в низших (Дивизион 3 и ниже) дивизионах. В конце 1970-x «Честер» стал настоящей грозой авторитетов, выбив «Ковентри Сити» из Кубка Лиги и «Ньюкасл Юнайтед» из Кубка Англии. Один из мячей в ворота «сорок» забил юный воспитанник «Честера» Иан Раш. После окончания сезона 1979/1980 Раш перешёл в «Ливерпуль» за рекордную для «Честера» сумму в £300 000 и стал одним величайших нападающих в истории мерсисайдцев.

## «Честер Сити»
После продажи Раша результаты клуба стали ухудшаться и в 1982 году «Честер» занял последнее место в Дивизионе 3, а через 2 сезона занял последнее место в Дивизионе 4, но сохранил своё место. В 1983 году клуб был переименован в «Честер Сити».
После прихода на пост главного тренера команды Гарри МакНелли и приобретения нападающего Стюарта Риммера, ставшего впоследствии лучшим бомбардиром клуба за всё время его существования, «Честер Сити» смог вернуться в Дивизион 3. В сезоне 1988/1989 клуб боролся за право участия в плей-офф, несмотря на то, что главному тренеру пришлось работать в условиях сильно ограниченного бюджета. Однако впереди «Честер Сити» ожидали тяжёлые времена. Стадион на «Силенд Роуд» был разобран, домашние матчи пришлось проводить в Маклсфилде, в 40 милях от Честера, посещаемость матчей стала самой низкой в Футбольной лиге, что не могло не сказаться на финансовом благополучии клуба. Первый сезон после возвращения в Честер оказался неудачным, клуб всё же вылетел в переименованный после создания Премьер-Лиги Дивизион 3. «Честер Сити» смог вернуться в Дивизион 2 с первой же попытки, однако неожиданный уход тренера Грэма Барроу и нескольких ведущих игроков стали причиной того, что «синие» вновь финишировали в зоне вылета.

## Терри Смит и вылет из Футбольной Лиги
В октябре 1998 года клуб испытывал финансовые трудности и был переведён под внешнее управление. Несмотря на это, команда под руководством тренера Кевина Рэтклиффа смогла отстоять место в Дивизионе 3. В июле 1999 года «Честер Сити» был куплен Терри Смитом, американским предпринимателем и бывшим игроком в американский футбол. Через месяц Рэтклифф покинул свой пост и Смит решил занять место тренера лично, несмотря на недостаток знаний об европейском футболе, по его собственному признанию. Методы его работы, в роли главного тренера были довольно экстравагантны — игроки вслух молились перед матчами, а вместо одного капитана на матч назначались капитаны защиты, полузащиты и нападения. Смит заявил, что собирается вывести клуб в Дивизион 1 за три сезона. Однако, к январю 2000 года «Честер Сити» имел всего 4 победы в активе и расположился на последнем месте. После этого Смит передал тренерские обязанности Иану Эткинсу, однако, несмотря на улучшившиеся результаты, клуб вылетел в Конференцию после 69 лет непрерывного участия в Футбольной Лиге, уступив по разнице мячей «Карлайл Юнайтед».
В межсезонье клуб сменил тренера — Иана Эткинса сменил популярный среди болельщиков клуба Грэм Барроу, вернувшийся на пост главного тренера спустя 6 сезонов. Люк Беккет, признанный игроком сезона 1999/2000, перебрался в «Честерфилд». Барроу пришлось работать под постоянным давлением Терри Смита, выведшего из состава помощника тренера Пола Бисли и запретившего тренеру общаться с прессой без его разрешения. Клуб не смог побороться за возвращение в Дивизион 3, заняв лишь 8-е место, однако добился хороших результатов в кубковых соревнованиях. В Кубке Англии «Честер Сити» удалось дойти до 3-го раунда, переиграв выступавшие в более высоких дивизионах «Плимут Аргайл» и «Оксфорд Юнайтед», где был остановлен представителем Премьер-Лиги «Блэкберн Роверс». Кроме того, «Честер Сити» стал обладателем Кубка Футбольной Конференции и дошёл до полуфинала Трофея Футбольной Ассоциации.
Ситуация усугубилась летом. Контракты с Полом Бисли, Карлом Руффером и Уэйном Брауном, тремя лучшими футболистами прошедшего сезона, были разорваны. Смит вступил в прямое противостояние с командой, вызвав на тренировочный сбор сразу после окончания сезона значительную часть игроков, мотивируя это плохой формой футболистов. Позже расторжение контрактов с лидерами было признано незаконным, однако за невыплату долгов по купленным игрокам на «Честер Сити» был наложено трансферное эмбарго. 20 июня Грэм Барроу был уволен с поста тренера. Новым главным тренером стал друг Смита Гордон Хилл — бывший игрок «Манчестер Юнайтед» и сборной Англии. Поклонники клуба встретили решение о смене тренера и конфронтацию с игроками крайне негативно и начали бойкотировать матчи с целью вынудить Смита покинуть свой пост.
После серии неудачных матчей и небывало низкой посещаемости домашних матчей Смит в начале октября 2001 года продал клуб бывшему владельцу футбольного клуба «Барроу» Стивену Вону.

## Марк Райт и борьба в Конференции
Первый матч под управлением нового владельца был проигран со счётом 0-3 клубу «Маргейт». После этой игры Гордон Хилл был уволен, а его место занял шотландец Стив Манголл. Этот шаг не принес дивидендов — к концу декабря «Честер Сити» продолжал находиться на дне турнирной таблицы и Манголл был уволен. Новым главным тренером стал Марк Райт — известный игрок «Ливерпуля» и сборной Англии. Результаты пошли в гору и «Честер Сити» сохранил место в Конференции, одержав 10 побед в 18 матчах.
Межсезонье, наконец, прошло без потрясений. Атаку команды усилила покупка Дерила Клэра, а игра в обороне была налажена опытнейшим защитником Райтом ещё в предыдущем сезоне. «Честер Сити» провёл сезон уверенно и без провалов, попав в зону квалификационных матчей за право выхода в Дивизион 3. Соперником «синих» стал «Донкастер Роверс». Обе игры завершились вничью 1-1, а в серии пенальти удачливее оказался «Донкастер».
Следующий сезон «Честер Сити» начинал в ранге главного претендента на повышение. Чемпионат прошёл под знаком соперничества между «синими» и «Херефорд Юнайтед». За тур до конца сезона «Честер Сити» гарантировал себе первое место после победы над «Скарборо» со счётом 1-0. Таким образом, матч двух лидеров в последнем туре стал формальностью. Победа в лиге стала первой с тех пор, как «Честер Сити» получил место в Футбольной Лиге в 1931 году. Марк Райт был признан лучшим тренером Конференции, а пара нападающих Дерил Клэр — Дэрин Стамп стала самой результативной в лиге, забив 49 мячей. Кроме того, Клэр с 29 голами стал обладателем Золотой Бутсы Конференции.

## Возвращение в Футбольную Лигу
«Честер» провел серию предсезонных товарищеских матчей без поражений и считался претендентом на второе подряд повышение в классе, однако сезон 2004/2005 обернулся разочарованием для болельщиков команды. За день до первой игры Марк Райт по неясным причинам покинул клуб, а оба прошлогодних бомбардира получили травмы и, проведя всего 11 матчей на двоих, позже были проданы. Команда плохо начала сезон и через месяц место исполняющего обязанности тренера Рея Матиаса занял Иан Раш — легендарный нападающий «Ливерпуля», начавший свою карьеру в «Честере», для которого это назначение стало дебютом в роли тренера. «Синие» продолжили продавать игроков, в том числе Дэнни Коллинса и Кевина Эллисона. Иан Раш смог обезопасить клуб от вылета, однако игра в атаке оставляла желать лучшего и в начале апреля он ушёл в отставку, назвав причиной несогласованное с ним увольнение своего помощника Марка Айзелвуда. За тур до конца сезона главным тренером был назначен Кейт Кёрл. «Честер Сити» занял лишь 20-е место.
Кейт Кёрл серьёзно перестроил состав в межсезонье и поначалу дела пошли хорошо — «Честер Сити» прошёл «Ноттингем Форест» во втором раунде Кубка Англии и вышел на 4-е место в лиге, однако затем последовала чудовищная серия из 13 поражений в 15 матчах. В конце февраля 2006 года Кёрл был уволен. Неожиданным образом его место занял Марк Райт. Серия из 5 побед подряд позволила «Честеру» отстоять своё место в Дивизионе 3, во многом благодаря результативной игре Дерека Асамоа, взятого в аренду у «Линкольн Сити». Помимо проблем на поле, «Честер Сити» снова начал испытывать финансовые трудности.
Сезон 2006/2007 годов так же нельзя было назвать удачным. Потеря ключевых игроков Роберто Мартинеса и Джонатана Уолтеса серьёзно сказалась на результатах. Сезон был примечателен тем, что клуб был восстановлен в розыгрыше Кубка Англии, после того как в переигровке 2-го раунда «Честер Сити» уступил «Бёри». Выяснилось, что в составе «Бёри» вышел игрок, который не имел права принимать участие в этом матче, и «Синие» получили место в третьем раунде кубка. «Честер Сити» смог добиться домашней ничьей в матче против «Ипсвич Таун», представлявшего Чемпионшип, однако в гостевой переигровке всё же уступил со счётом 0-1. 29 апреля 2007 года Марк Райт был уволен, и его сменил шотландец Бобби Уильямсон.
Под руководством Уильямсона клуб, усиленный Полом Батлером и Ричи Партриджем, а также несколькими вернувшимися игроками, в том числе Кевином Эллисоном, хорошо начал сезон 2007/2008, однако вскоре вернулся к борьбе за выживание. 2 марта 2008 года главный тренер был уволен, а его место занял один из членов его тренерского штаба Саймон Дэйвис. «Честер» финишировал на 22-м месте, всего в одном очке от зоны вылета.

## Финансовые проблемы и ликвидация клуба
«Честер Сити» начал сезон 08-09, имея в заявке всего 22 футболиста, в том чисте нескольких юниоров, подписавших контракты в межсезонье, однако вылет казался невероятным, поскольку несколько клубов начинали соревнование с отрицательным балансом очков. «Лутон Таун» был оштрафован Футбольной Ассоциацией на 30 очков, а «Борнмут» и «Ротерем Юнайтед» — на 17 очков.
Сезон начался с гостевого разгрома от «Дагенем энд Редбридж» со счётом 0-6 и кубкового поражения от «Лидса» 2-5. Посещаемость быстро упала, а на клуб за невыплату зарплат было наложено трансферное эмбарго, что уменьшило шансы переломить ситуацию. В ноябре пост главного тренера в третий раз занял Марк Райт. Через две недели после возвращения Марка Райта Стив Вон выставил «Честер Сити» на продажу. Клуб продолжили покидать лидеры команды, в том числе Марк Хьюз и Пол Батлер. Кроме того, Девид Мэнникс и Джей Харрис были признаны виновными в деле о ставках на футбольные матчи и дисквалифицированы на длительный срок. В результате «Честер Сити» закончил сезон на 23-м месте и во второй раз в своей истории вылетел в Конференцию.
14 мая 2009 года клуб был переведён под внешнее управление, в ходе которого были выявлены долги в размере £7 000 000, а том числе £4 000 000 владельцу Стиву Вону и £900 000 — Таможенной и Налоговой Службе Её Величества. Однако, Вон выкупил клуб по цене 15 пенсов за фунт.
Игроки продолжали покидать клуб, в то время как приобретать новых было запрещено. Кроме того, летом клубу было запрещено проводить тренировочные матчи, а решение о выкупе клуба было аннулировано в связи с выявлением новых долгов. Долгое время между Футбольной Ассоциацией и Конференцией шли переговоры о том, стоит ли допускать «Честер Сити» к участию в соревнованиях. В конце концов, после переноса двух первых игр, «Честер Сити» начал новый сезон имея штраф в 25 очков. К началу ноября клуб приблизился к отметке в 0 очков, но нефутбольные проблемы продолжали обостряться. «Честер» не смог выплатить «Рексему» и «Воксхолл Моторс» деньги за билеты и аренду футболиста и был наказан полным запретом на приобретение игроков, а в начале ноября Стив Вон решением Таможенной и Налоговой Службе Её Величества был отстранён от работы в качестве владельца организации на срок 11 лет.
В ноябре-декабре команда перестала набирать очки, а матч против «Истборн Боро» был сорван фанатами «Честера», протестовавшими против действий владельца клуба.
В феврале 2010 года «Честер Сити» был вынужден отменить домашний поединок на «Дева Стэдиум» против «Рексема» поскольку не смог оплатить услуги полиции, и местные власти в целях безопасности запретили проводить матч. А ещё через несколько дней команда не смогла отправиться на игру с «Форест Грин Роверс» из-за отказа водителей работать без предоплаты. Матч был отменён за три часа до начала. 11 февраля «Синие» были отстранёны от участия в соревнованиях, а 26 февраля на собрании членов Конференции, на которое клуб не отправил своих представителей, было принято решение об исключении «Честер Сити» из соревнований. Результаты состоявшихся матчей были аннулированы. 8 марта, после истечения срока подачи апелляции, решение вступило в силу.
Точка в 125-летней истории «Честер Сити» была поставлена 10 марта 2010 года на заседании Высокого Суда Лондона длившемся менее 1 минуты. Таможенной и Налоговой Службой Её Величества была представлена петиция о неуплате налогов на сумму £26 125, клуб решил не защищать себя и был представлен на заседании только адвокатом.
В заявлении Футбольной Ассоциации от 10 марта говорится: «ФА сообщает о сегодняшнем решении Высокого суда в отношении „Честер Сити“. Ликвидация любого клуба это потеря для игры и, в особенности, для его болельщиков. В целях сохранения футбола в Честере, ФА приветствует возможность реформирования клуба. Любые заявления, касающиеся создания нового клуба будут рассмотрены Комитетом Футбольной Ассоциации». В свою очередь, Дэвид Эванс, представитель объединения болельщиков Chester City Fans United, заявил: «125 лет истории сегодня были уничтожены, однако это только внешняя оболочка — душа клуба по-прежнему живёт. Сегодня мы хотим сказать всем, что наш клуб будет управляться профессионально и будет гордостью города и всего футбола». Уже 25 марта болельщики приняли решение о создании нового клуба, названного «Честер ФК» (англ. Chester Football Club).

## Стадион[1]
Первые годы, с 1885 по 1898, «Честер» проводил домашние матчи на стадионе «Фолкнер Стрит» (англ. Faulkner Street). В 1898 и 1899 годах домашней ареной клуба был стадион «Старый Шоуграундс» (англ. The Old Showground). С 1901 по 1906 годы «Синие» играли на стадионе «Уипкорд Лейн» (англ. Whipcord Lane). В 1906 году «Честер» переехал на стадион «Силэнд Роуд» (англ. Sealand Road), который был домашней ареной клуба 84 года. Затем этот старый стадион был продан и, позже, разобран. В процессе строительства нового стадиона клуб был вынужден принимать соперников на поле клуба «Маклсфилд Таун», стадион «Мосс Роуз» в городе Маклсфилд в 40 км от Честера. В 1992 году состоялся переезд на стадион «Дева Стэдиум», получившем название от древнего форта Дева Виктрикс, возведённого римскими легионерами на месте нынешнего города Честер в 70-х годах нашей эры. На этом стадионе «Честер Сити» и выступал с начала сезона 1992/1993 до своей ликвидации. Интересно, что бо́льшая часть стадиона находится на территории Уэльса, а не Англии.

## Соперничество
«Честер Сити» имеет долгую исторую соперничества с клубом «Рексем». Команды базируются всего в 12 милях друг от друга по разные стороны англо-валийской границы. Преимущество в противостоянии, с 30 победами против 26 в матчах Футбольной Лиги, имеет «Рексем». Последний матч между клубами состоялся в Рексеме в сезоне 2009/2010 в рамках Чемпионата Конференции. Игра закончилась вничью 0-0.
Матчи с «Транмир Роверс» и «Кру Александра» также традиционно считались дерби, однако клубы не встречались в официальных матчах с начала 1990-х годов. В последние годы особенно принципиальным стало противостояние с «Шрусбери Таун». Один из матчей в ноябре 2006 года, в котором домашнюю победу одержал «Шрусбери», закончился массовой потасовкой игроков.

## Клубные достижения[7]
- Чемпион Конференции (2003/2004)
- Трёхкратный обладатель Кубка Уэльса (1907/1908, 1932/1933, 1946/1947)
- Десятикратный финалист Кубка Уэльса (1908/1909, 1909/1910, 1934/1935, 1935/1936, 1952/1953, 1953/1954, 1954/1955, 1957/1958, 1965/1966, 1969/1970)
- Трёхкратный чемпион Чеширской лиги (1921/1922, 1925/1926, 1926/1927)
- Чемпион Комбинации (1908/1909)
- Лучшее место в Третьем северном дивизионе — 2-е (1935/1936)
- Лучшее место в Четвёртом дивизионе — 2-е (1985/1986)
- Лучшее место в Третьем дивизионе — 2-е (1993/1994)
- Лучшее достижение в Кубке Англии — 1/8 финала (1890/1891, 1976/1977, 1979/1980)
- Лучшее достижение в Кубке Футбольной лиги — 1/2 финала (1974/1975)
- Лучшее достижение в Трофее Футбольной лиги — финал Северной зоны (1986/1987)
- Обладатель Кубка Дебенхамс (1976/1977)
- Двукратный обладатель Кубка Третьего северного Дивизиона (1935/1936, 1936/1937)
- Семикратный обладатель Чеширского кубка (1894/1895, 1896/1897, 1903/1904, 1907/1908, 1908/1909, 1930/1931, 1931/1932)
- Обладатель Ланкаширского кубка (1956/1957)
- Обладатель Трофея Боба Лорда (2001)

### Клубные рекорды[8]
- Самая крупная победа в лиге — 12-0 в матче против «Йорк Сити» 1 февраля 1936 года.
- Самая крупная победа в кубках (только над командами Футбольной лиги) — 6-1 в игре Кубка Англии против «Дарлингтона» 25 ноября 1933 года.
- Наибольшее количество очков в лиге за сезон —
- 56 (сезоны 1946/47 и 1964/1965, по 2 очка за победу);
- 84 (сезон 1985/1986, по 3 очка за победу).
- Наибольшее количество голов в лиге за сезон — 119 (сезон 1964/1965).
- Самая высокая посещаемость — 20 500 зрителей на матч Кубка Англии против «Челси» 15 января 1952 года (стадион «Силенд Роуд»).
- Самая низкая посещаемость — 409 зрителей на матч Leyland Daf Trophy против «Бери» 27 ноября 1990 года (стадион «Мосс Роуз», Маклсфилд)

## Рекорды игроков[8]
| #   | Игрок                 | Годы                 | Матчи | Голы |
| --- | --------------------- | -------------------- | ----- | ---- |
| 1   | Англия Рэй Гилл       | 1951-1962            | 406   | 3    |
| 2   | Уэльс Рон Хьюз        | 1951-1962            | 399   | 21   |
| 3   | Англия Тревор Стортон | 1974-1984            | 396   | 17   |
| 4   | Англия Эрик Ли        | 1946-1957            | 363   | 10   |
| 5   | Англия Стюарт Риммер  | 1985-1988; 1991—1998 | 361   | 135  |
| 6   | Уэльс Дерек Дрейпер   | 1968-1977            | 322   | 54   |
| 7   | Англия Билли Стюарт   | 1986-1994; 1995—1996 | 317   | 0    |
| 8   | Уэльс Томми Астбери   | 1946-1955            | 303   | 38   |
| 9   | Уэльс Найджел Эдвардс | 1968-1978; 1982—1983 | 299   | 16   |
| 10= | Англия Грэм Абель     | 1985-1993            | 296   | 30   |
| 10= | Уэльс Билли Фоулкс    | 1948-1952; 1956—1961 | 296   | 37   |

| #  | Игрок                  | Годы                            | Матчи | Голы |
| -- | ---------------------- | ------------------------------- | ----- | ---- |
| 1  | Англия Стюарт Риммер   | 1985-1988; 1991—1998            | 361   | 135  |
| 2  | Англия Гэри Талбот     | 1963-1967; 1968—1968            | 154   | 83   |
| 3  | Англия Фрэнк Райтсон   | 1935-1938                       | 89    | 73   |
| 4  | Уэльс Эльфед Моррис    | 1963-1968                       | 167   | 69   |
| 5  | Англия Майк Меткалф    | 1963-1968                       | 221   | 68   |
| 6  | Англия Сэм Бёрджес     | 1948-1951                       | 111   | 64   |
| 7= | Англия Гэри Беннетт    | 1985-1988; 1990—1992; 1997—1999 | 254   | 63   |
| 7= | Англия Джо Мэнтл       | 1932-1935                       | 74    | 63   |
| 9  | Англия Фрэнк Крессвелл | 1931-1934; 1935—1938            | 173   | 57   |
| 10 | Уэльс Дерек Дрейпер    | 1968-1977                       | 322   | 54   |

### Другие рекорды игроков
- Наибольшее количество голов в лиге за сезон — Дик Йетс (36 в сезоне 1946/1947).
- Наибольшее количество матчей в Кубке Англии — Тревор Стортон (23) и Грэм Абель (22).
- Самая дорога покупка — £150 000 за Кевина Эллисона в 2007 году.
- Самая дорогая продажа — £ 300 000 за Иана Раша в 1980 году.
- Наибольшее количество игр в лиге подряд — 133 (Джон Дэнби с 2006 по 2009 годы).
- Самый старый игрок клуба в лиге — Стэн Пирсон (в апреле 1959 года провёл матч в возрасте 40 лет 101 дня)
- Самый молодой игрок клуба в лиге — Айдан Ньюхаус (в мае 1988 года провёл матч в возрасте 15 лет 350 дней)
- Ангус Ив, будучи в 1999—2000 годах игроком «Честер Сити», провёл за сборную Тринидада и Тобаго 35 матчей, из них 24 он сыграл будучи в аренде в другом клубе. Билли Льюис, выступавший за «Честер Сити» в середине 1890-х годов, сыграл за сборную Уэльса 13 игр.
- Три раза лучшим игроком сезона признавался Гренвилл Миллингтон (1975/1976, 1980/1981 и 1981/1982), по два раза Энди Холден (1983/1984 и 1984/1985) и Крис Лайтфут (1990/1991 и 1991/1992).

## Эмблема и цвета клуба

### Эмблема
Начиная с 1958 года на футболках появился герб города Честер. Первой полноценной эмблемой клуба стало лого с двумя тюленями, использовавшееся с 1974 по 1983 год. Именно с этой эмблемой клуб добился всех самых значимых достижений в своей истории. После получения городом статуса сити клуб также был переименован, а эмблема была изменена на красно-синий герб в окантовке из золотых листьев. Художник Мартин Хаксли, автор эмблемы возрожденного в 2010 году «Честера» описывает последнюю эмблему «Честер Сити» так:
Волк отсылает нас в прошлое, когда племянник Вильгельма Завоевателя Гуго д’Авранш получил титул Графа Честера. Он был прозван Lupus, что в переводе с латинского означает Волк. Корона означает, что Честер был городом роялистов. Листья могут быть как лавровыми — традиционный символ победы, так и листьями дуба — значительного для Честера дерева. Долгое время дуб присутствовал на знаменах Чеширских полков, в память о спасении короля Георга Второго под дубом в битве при Деттингене в 1743 году.

### Цвета клуба
С 1885 и до временного расформирования в 1899 году «Честер» использовал красный и белый цвета. После возрождения клуба в 1901 году цвета были изменены на зелёный и белый. До начала Первой мировой войны использовались различные комбинации этих двух цветов, в том числе зелёные футболки и белые трусы, зелёные и белые полосы, зелёная и белая половины. В 1919 году, после основания Чеширской лиги, клуб стал использовать темно-зелёные футболки, заработав прозвища «Плющевые» и «Коноплянки». Впрочем уже в 1920 году «Честер» стал выступать в полосатой чёрно-белой форме, благодаря чему был прозван «Сороки». В 1930 году клуб сменил чёрные и белые полосы на полосы синего и белого цветов, любимые новым главным тренером Чарли Хьюиттом, трусы при этом были чёрного цвета. В течение следующих 30 лет цвета оставались прежними, за исключением сезона 1952/1953, который команда провела в белых футболках и чёрных трусах. Именно в эти годы «Честер» заработал своё основное прозвище, «Синие». Перед сезоном 1958/1959 форму несколько изменили, поместив в центр футболок герб города.
После 30 лет бело-синей формы, в сезоне 1959/1960 годов, «Честер» перешёл на зелёные футболки и гетры с золотой отделкой и белые трусы. После того как клуб в сезонах 1960/1961 и 1961/1962 годах занимал места в нижней части итоговой таблицы, было решено вернуться к синей и белой полосам, хотя и с небольшими изменениями. Синяя полоса на футболке стала более тонкой, а чёрные трусы сменили синие. Перед сезоном 1968/1969 форма «Честера» стала однотонной, голубой. Через четыре года в начале сезона 1972/1973 клуб вновь вернулся к синей и белой полоса, на этот раз с белыми трусами. В 1974 году на футболках впервые появился тюлень, давший команде второе прозвище, «Тюлени».
После того как в 1975 году клуб впервые в своей истории завоевал право выступать в Дивизионе 3, трусы вновь стали синими. В 1982 году на футболках впервые появилась эмблема спонсора. В 1983 году вместе с названием клуба (он был переименован в «Честер Сити») изменилась и форма. В сезоне 1983/1984 игроки выходили на поле в синих футболках и белых трусах, а с футболок исчез тюлень. После того как клуб в 1984 году вылетел вылетел из Дивизиона 4, форма вновь была изменена. Синие футболки получили белые рукава. В сезоне 1988/1989 футболки были синие с белой полосой. В сезоне 1989/1990 футболки были полностью синими. В сезоне 1992/1993 «Честер» выступал в футболках синего цвета в белую крапинку. В следующем сезоне клуб вернулся к классическим синим и белым полосам с чёрными трусами. С 1995 года клуб играл домашние матчи в футболках с синими и белыми полосами различной толщины и оттенков, за исключением сезона 2001/2002, начало которого команда провела в футболках с голубыми и чёрными полосами.

### Экипировка и спонсоры
| Годы      | Производители формы | Спонсоры                              |
| --------- | ------------------- | ------------------------------------- |
| 1976—1983 | Umbro               | Нет                                   |
| 1979—1982 | Umbro               | Barratt                               |
| 1982—1983 | Umbro               | OkOK                                  |
| 1983—1984 | Bukta               | Chester Engineering                   |
| 1984—1989 | Hobott              | None                                  |
| 1986—1987 | Hobott              | Chester Motor Auctions                |
| 1987—1991 | Hobott              | Greenall’s                            |
| 1989—1992 | Ribero              | Greenall’s                            |
| 1991—1992 | Ribero              | Trident Metals                        |
| 1992—1995 | En-s                | Corbett’s                             |
| 1995—1996 | Le Coq Sportif      | Corbett’s                             |
| 1996—1997 | Le Coq Sportif      | Saunder’s Honda                       |
| 1997—1998 | Errea               | Saunder’s Honda                       |
| 1998—2000 | Super League        | Saunder’s Honda                       |
| 2000—2001 | Socca               | Gap                                   |
| 2001—2002 | Vilma               | Red Square                            |
| 2002—2004 | Vilma               | Pentagon                              |
| 2004—2005 | Prostar             | truetone                              |
| 2005—2008 | Nike                | UK Sameday & Sekur Mortgages          |
| 2008—2009 | Prostar             | Cestrian Trading & ASH Waste Services |
| 2009—2010 | Vandanel            | Anderson & Co. Solicitors             |